# Ewald Rathke
Ewald Rathke (* 5. Januar 1926; † 5. Mai 2024) war ein deutscher Kunsthistoriker, Kurator und Kunsthändler.

## Leben
Nach einer Tätigkeit im Stuttgarter Kunstkabinett war Rathke Mitarbeiter und von 1959 bis 1961 neben Karl-Heinz Hering einer der beiden Geschäftsführer des Kunstvereins für die Rheinlande und Westfalen in Düsseldorf. Als solcher kuratierte er Ausstellungen in der Kunsthalle Düsseldorf, etwa 1958 die Ausstellung DADA. Dokumente einer Bewegung. In den Jahren 1961 bis 1970 leitete er als Direktor den Frankfurter Kunstverein. In den folgenden fünf Jahrzehnten betrieb er seine eigene Kunsthandlung in Frankfurt am Main. Auch trat er als Kunstberater auf, etwa für Wilfried Guth beim Aufbau der Kunstsammlung der Deutschen Bank.
Rathke war in Kunstgeschichte zum Dr. phil. promoviert. Seine Spezialgebiete waren die Moderne Kunst des 20. Jahrhunderts, Handzeichnungen, Aquarelle und Grafik. Er war Autor zahlreicher Veröffentlichungen, die er teilweise zusammen mit Hering, zum Teil als Koautor bzw. Koherausgeber seiner Ehefrau, der promovierten Kunsthistorikerin Sylvia Rathke-Köhl, publizierte.